# Juan Botella
Juan Botella Medina (* 4. Juli 1941 in Mexiko-Stadt; † 17. Juli 1970 ebenda) war ein mexikanischer Wasserspringer. Er gewann je eine Bronzemedaille bei Olympischen Spielen und bei Panamerikanischen Spielen.

## Karriere
Bei den Olympischen Spielen 1956 in Melbourne fand zunächst der Wettbewerb vom Drei-Meter-Brett statt. Botella erreichte das Finale als Neunter des Vorkampfs, im Endkampf wurde er Elfter unter zwölf Teilnehmern. Sein Landsmann Joaquín Capilla erhielt die Bronzemedaille. Beim Springen vom Zehn-Meter-Turm erreichten drei Springer aus Mexiko das Finale: Joaquin Capilla als Zweiter des Vorkampfs, dessen Bruder Alberto Capilla als Siebter des Vorkampfs und Juan Botella als Zwölfter des Vorkampfs. Im Finale gewann Joaquin Capilla die Goldmedaille, Alberto Capilla wurde Neunter und Juan Botella Zehnter.
Anfang 1959 fanden die Zentralamerika- und Karibikspiele 1959 in Caracas statt. Juan Botella gewann die Goldmedaille sowohl vom Drei-Meter-Brett als auch vom Zehn-Meter-Turm. Bei den Panamerikanischen Spielen 1959 in Chicago siegte vom Zehn-Meter-Turm der Mexikaner Álvaro Gaxiola vor Donald Harper aus den Vereinigten Staaten, dahinter erhielt Juan Botella die Bronzemedaille.
1960 bei den Olympischen Spielen in Rom erreichten Botella als Dritter und Gaxiola als Sechster des Vorkampfs das Finale vom Drei-Meter-Brett. Im Endkampf siegte Gary Tobian vor Sam Hall. Hinter den beiden Springern aus den Vereinigten Staaten gewann Botella die Bronzemedaille vor Gaxiola. Zwei Jahre später siegte Botella bei den Zentralamerika- und Karibikspielen 1962 in Kingston vom Drei-Meter-Brett und ersprang hinter Gaxiola Silber vom Zehn-Meter-Turm.
Juan Botella studierte an der Ohio State University und sprang während seines Studiums für deren Sportteam Buckeyes.